# Prix de l'Initiative Équateur
Le prix de l'Initiative Équateur est une récompense biennale qui récompense les initiatives des communautés locales du tiers-monde qui développent un projet qui visent au développement économique durable par la préservation de la biodiversité. Cette récompense est attribuée en partenariat avec le Programme des Nations unies pour le développement, et les pouvoirs publics locaux.
Il y a un lauréat pour l'Amérique latine, les Caraïbes, l'Afrique, et l'Asie et le Pacifique. De plus est récompensé un projet associatif lié à un site du Patrimoine mondial de l’UNESCO.

## 2002
420 dossiers, 27 finalistes pour 77 pays participants
- Toledo Institute for Development and Environment (TIDE) -  Belize
- Green Life Association of Amaz³nia (AVIVE) -  Brésil
- Uma Bawang Resident's Association (UBRA) -  Malaisie
- Fiji Locally-Managed Marine Area Network -  Fidji
- Il Ngwesi Group Ranch -  Kenya
- Suledo Forest Community -  Tanzanie

Et pour l'Unesco :
- The Talamanca Initiative -  Costa Rica

## 2004
340 dossiers et 26 finalistes
- Proyecto Nasa - Colombie
- Comunidad Indigena de Nuevo San Juan Parangaricutiro -  Mexique
- Genetic Resource, Energy, Ecology and Nutrition (GREEN) Foundation -  Inde
- Bunaken National Park Management Advisory Board (BNPMAB) et Bunaken Concerned Citizen's Forum (FMPTNB) -  Indonésie
- Rufiji Environment Management Project (REMP-MUMARU) -  Tanzanie
- Torra Conservancy -  Namibie

Et pour l'Unesco :
Sociedade Civil Mamirauá -  Brésil

## 2006
310 dossiers, 25 finalistes, pour 70 pays représentés. Chaque lauréat reçoit un dont de 30 000 dollars américains. Les finalistes bénéficient en outre d'une campagne médiatique appelée « Rare Pride » :
- Le village d'Andavadoaka -  Madagascar
- Shidhulai Swanirvar Sangstha -  Bangladesh
- Alimentos Nutri- Naturales -  Guatemala

Un prix est décerné pour le projet qui représente le « plus bel exemple d’entreprise axée sur la biodiversité durable » :
- Shompole Community Trust -  Kenya

Et pour l'Unesco :
- Asociación de Mujeres de Isabela -  Équateur

## 2008
Vingt-cinq lauréats seront choisis et recevrons 5000 USD chacun. Cinq de ces communautés feront l'objet d'un prix et un montant supplémentaire de 15000 USD.